# Anna av Kiev
Anna Jaroslavna av Kiev, född omkring 1030 i Kiev i Kievriket, död före år 1089, var drottning av Frankrike mellan 1051 och 1060 som kung Henrik I:s tredje maka. 
Hon regerande över Kungariket Frankrike som förmyndare för sin son kung Filip I under hans minderårighet från 1060 fram till sitt kontroversiella giftermål med greve Rudolf IV av Valois år 1061. 

## Biografi

### Tidigt liv
Anna var dotter till storfurst Jaroslav I av Kiev och Ingegerd Olofsdotter, dotter till Sveriges kung Olof Skötkonung. 
Hennes födelseår är obekräftat. I en källa uppges att hon föddes någon gång under 1020-talet i antingen Kiev eller i Novgorod.
Anna fick troligen någon sorts formell utbildning. Hennes läs- och skrivkunnighet antyds då hennes namnteckning med kyrillisk skrift påvisats i ett dokument från 1060-talet: "AHA РЪИНА" (drottning Anna). Som läs- och skrivkunnig var Anna ovanligt bildad för sin samtid.

### Drottning
Anna gifte sig med kung Henrik I av Frankrike 1051. Hon konverterade från ortodox kristendom till romersk katolicism i samband med giftermålet.
Äktenskapet arrangerades trots att Frankrike och Kiev låg långt från varandra och inte hade någon politisk fördel av en sådan allians. Den franska kungen behövde dock en brud långt bortifrån för att hitta en furstlig brud som inte var släkt med honom i kanoniskt förbjudna led.  En fransk ambassad sändes till Kiev för att föreslå giftermålet år 1049. Förhandlingarna tog ungefär två år. Giftermålet ägde rum i Reims 19 maj 1051. Annas kröning till Frankrikes drottning ägde rum direkt efter vigseln. Hon räknas som den första franska drottning som kröntes i Reims.
Äktenskapet hade arrangerats för att åstadkomma en tronarvinge, och redan ett år efter bröllopet födde Anna den första av tre söner. Han döptes till Filip efter aposteln Filip, som var betydelsefull inom den ortodoxa kyrkan. 
Hennes roll som drottning av Frankrike var att övervaka det kungliga hushållet och hovet, övervaka kungabarnens uppfostran, utgöra ett offentligt föredöme för en idealisk hustru och mor och illustrera fromhet genom att agera beskyddare för kyrkor och kloster. Anna fick dock en mer framträdande roll än så, då det noteras att hon även spelade en politisk roll. Hon åtföljde kung Henrik på hans inspektionsresor runt Frankrike, och han ska ha givit henne en plats i det kungliga rådet, även om det inte finns några uppgifter om hennes agerande i rådet. Hon uppges ha åtnjutit så stort förtroende som kungens rådgivare, att han ofta hänvisade till henne. Påven skrev till henne och bad om hennes medling under en konflikt mellan Henrik och kyrkan.

### Änkedrottning och regent
År 1061 avled hennes make kung Henrik I och efterträddes av deras son Filip I, som då var åtta år gammal. Anna succession efter makens bortgång och innehade sedan tronen för sonens räkning. En förmyndarregering ledd av Anna som medlem i kungliga rådet och hennes sons ingifte morbror greve Balduin V tillsattes för att regera under sonens minderårighet.
Annas politiska aktiviteter syns i elva officiella dokument under hennes sons första regeringsår. Hon följde med på hans inspektionsresor på samma sätt som hon hade gjort då hans far levde. 
Anna av Kiev var välutbildad men ifrågasattes som regent på grund av sin bristfälliga franska.

### Andra äktenskapet
År 1061 blev Anna förälskad i greve Rudolf IV av Valois (Raoul de Crépy-en-Valois). Rudolf försköt sin dåvarande hustru för att kunna gifta sig med Anna. Det exakta datumet för bröllopet är inte känt, men det ägde rum någon gång under år 1061. 
Rudolfs förra hustru kontaktade då påven och bad om hans bistånd. Påven ogiltigförklarade äktenskapet eftersom Rudolf redan var gift, och Rudolf. Anna blev inte bannlyst, men hennes fiender vid hovet använde sig av skandalen för att vända kungen mot sin mor. Den maktkamp som följde ledde till att Anna uteslöts ur förmyndarregeringen; efter hennes andra giftermål försvinner hennes medverkan från alla officiella dokument. År 1065 tycks hon ha förvisats från hovet. 
Anna levde sedan med Rudolf trots hans bannlysning. Hon lät grunda två kloster, möjligen som ett sätt att blidka opinionen. Efter en tid kunde Anna försonas med sin son kungen. Hon närvarade vid kung Filips bröllop år 1071. Hon blev änka år 1074. Som änka återvände hon permanent till hovet. 
Hon avled troligen 5 september mellan år 1075 och 1079. Var hon avled och var hon blev begravd är okänt.  Enligt en uppgift ska hon ha begravts vid klosterkyrkan i Villiers i Essonne.

## Familj

### Barn
- Filip (23 maj 1052 – 29 juli 1108), kung av Frankrike
- Robert (1055 – ca. 1063)
- Emma (1054/55 – ca. 1109)
- Hugo (1057 – 18 oktober 1101), greve av Vermandois

### Antavla
|                 |  |  |  |  |  |  |  |                         |  |  |  |  |  |  |  |                          |  |  |  |  |  |  |  | 8. Svjatoslav I av Kiev                           |
|                 |  |  |  |  |  |  |  |                         |  |  |  |  |  |  |  |                          |  |  |  |  |  |  |  |                                                   |
|                 |  |  |  |  |  |  |  |                         |  |  |  |  |  |  |  | 4. Vladimir I av Kiev    |  |  |  |  |  |  |  |                                                   |
|                 |  |  |  |  |  |  |  |                         |  |  |  |  |  |  |  |                          |  |  |  |  |  |  |  |                                                   |
|                 |  |  |  |  |  |  |  |                         |  |  |  |  |  |  |  |                          |  |  |  |  |  |  |  | 9. Malusja                                        |
|                 |  |  |  |  |  |  |  |                         |  |  |  |  |  |  |  |                          |  |  |  |  |  |  |  |                                                   |
|                 |  |  |  |  |  |  |  | 2. Jaroslav I av Kiev   |  |  |  |  |  |  |  |                          |  |  |  |  |  |  |  |                                                   |
|                 |  |  |  |  |  |  |  |                         |  |  |  |  |  |  |  |                          |  |  |  |  |  |  |  |                                                   |
|                 |  |  |  |  |  |  |  |                         |  |  |  |  |  |  |  |                          |  |  |  |  |  |  |  | 10. Rogvolod                                      |
|                 |  |  |  |  |  |  |  |                         |  |  |  |  |  |  |  |                          |  |  |  |  |  |  |  |                                                   |
|                 |  |  |  |  |  |  |  |                         |  |  |  |  |  |  |  | 5. Rogneda av Polotsk    |  |  |  |  |  |  |  |                                                   |
|                 |  |  |  |  |  |  |  |                         |  |  |  |  |  |  |  |                          |  |  |  |  |  |  |  |                                                   |
|                 |  |  |  |  |  |  |  |                         |  |  |  |  |  |  |  |                          |  |  |  |  |  |  |  | 11. okänd                                         |
|                 |  |  |  |  |  |  |  |                         |  |  |  |  |  |  |  |                          |  |  |  |  |  |  |  |                                                   |
| 1. Anna av Kiev |  |  |  |  |  |  |  |                         |  |  |  |  |  |  |  |                          |  |  |  |  |  |  |  |                                                   |
|                 |  |  |  |  |  |  |  |                         |  |  |  |  |  |  |  |                          |  |  |  |  |  |  |  | 12. Erik Segersäll                                |
|                 |  |  |  |  |  |  |  |                         |  |  |  |  |  |  |  |                          |  |  |  |  |  |  |  |                                                   |
|                 |  |  |  |  |  |  |  |                         |  |  |  |  |  |  |  | 6. Olof Skötkonung       |  |  |  |  |  |  |  |                                                   |
|                 |  |  |  |  |  |  |  |                         |  |  |  |  |  |  |  |                          |  |  |  |  |  |  |  |                                                   |
|                 |  |  |  |  |  |  |  |                         |  |  |  |  |  |  |  |                          |  |  |  |  |  |  |  | 13. oklart, Sigrid Storråda/Swiatoslawa av Polen? |
|                 |  |  |  |  |  |  |  |                         |  |  |  |  |  |  |  |                          |  |  |  |  |  |  |  |                                                   |
|                 |  |  |  |  |  |  |  | 3. Ingegerd Olofsdotter |  |  |  |  |  |  |  |                          |  |  |  |  |  |  |  |                                                   |
|                 |  |  |  |  |  |  |  |                         |  |  |  |  |  |  |  |                          |  |  |  |  |  |  |  |                                                   |
|                 |  |  |  |  |  |  |  |                         |  |  |  |  |  |  |  |                          |  |  |  |  |  |  |  | 14. okänd                                         |
|                 |  |  |  |  |  |  |  |                         |  |  |  |  |  |  |  |                          |  |  |  |  |  |  |  |                                                   |
|                 |  |  |  |  |  |  |  |                         |  |  |  |  |  |  |  | 7. Estrid av obotriterna |  |  |  |  |  |  |  |                                                   |
|                 |  |  |  |  |  |  |  |                         |  |  |  |  |  |  |  |                          |  |  |  |  |  |  |  |                                                   |
|                 |  |  |  |  |  |  |  |                         |  |  |  |  |  |  |  |                          |  |  |  |  |  |  |  | 15. okänd                                         |
|                 |  |  |  |  |  |  |  |                         |  |  |  |  |  |  |  |                          |  |  |  |  |  |  |  |                                                   |

## Bildgalleri

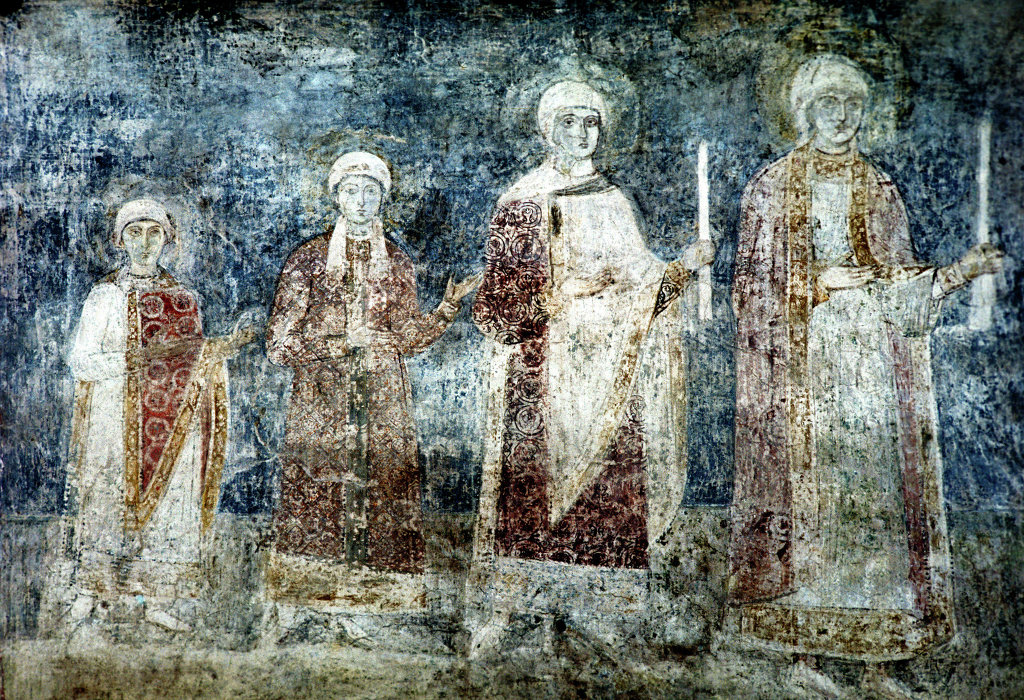
Konsthistorikern Victor Lazarev antog att personen längst till vänster på denna fresko i Sofiakatedralen är Anna. Enligt historikern Robert-Henri Bautier föreställer den en av hennes bröder.
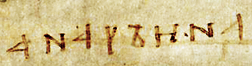
Annas namnteckning (på kyrilliska: "АНА РЬИНА") på ett privilegiebrev (1063) till klosterkyrkan i Saint-Crépin.[11] Idag förvaras brevet på Frankrikes nationalbibliotek.
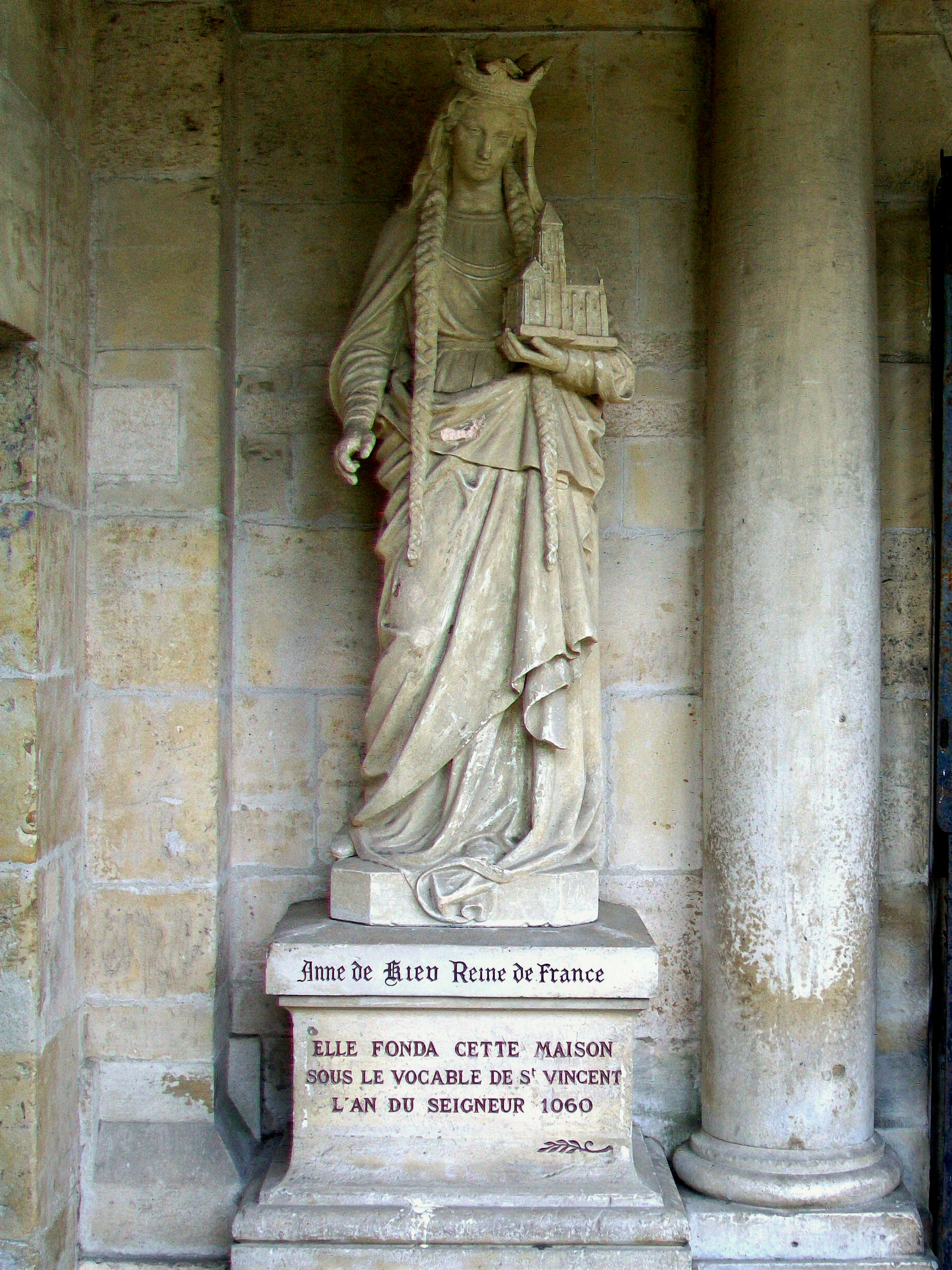
Staty av Anna till vänster om porten till vid klosterkyrkan i Saint-Vincent, efter renoveringen 1996 och ändringen av inskriptionen.
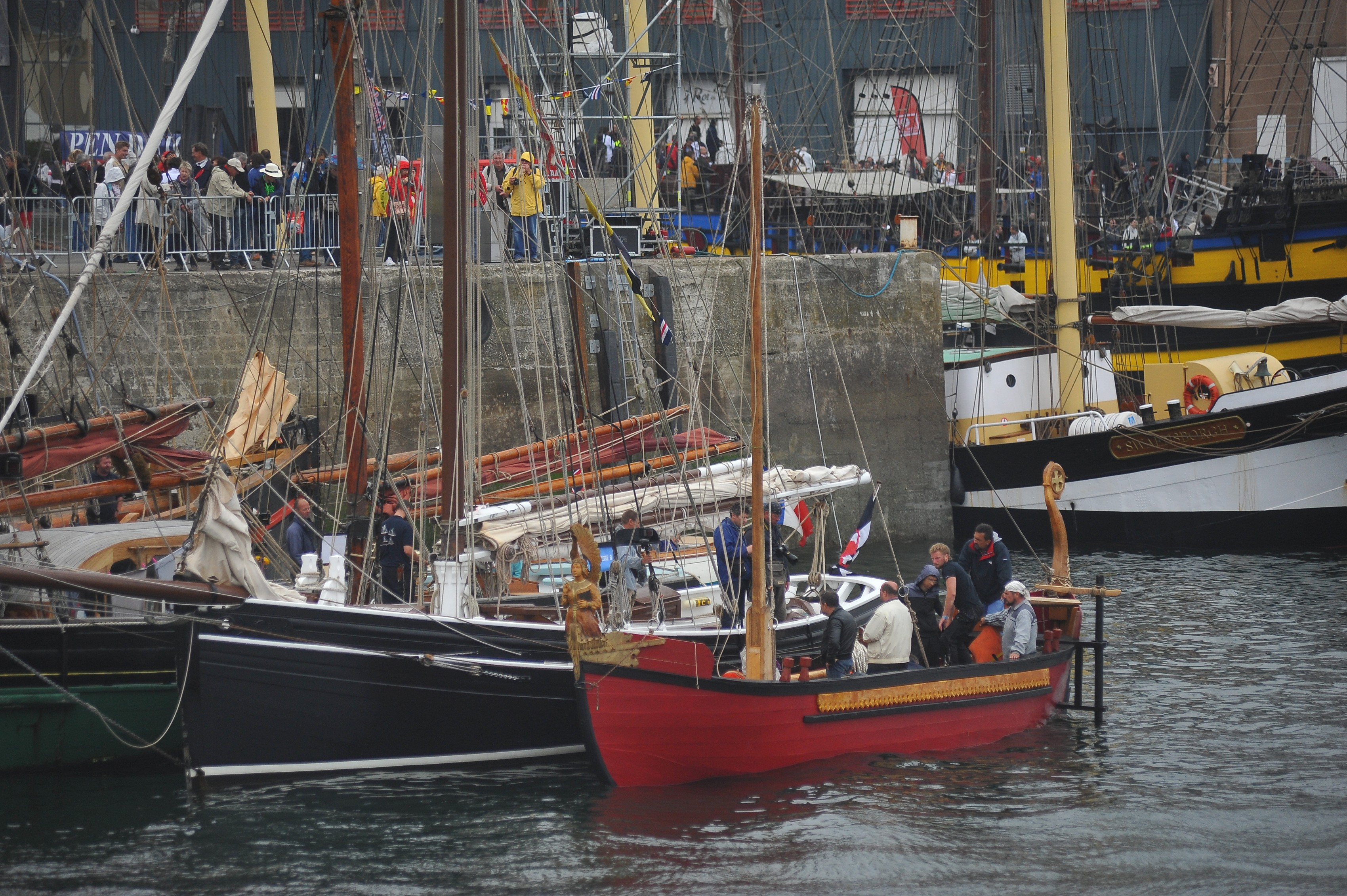
En kopia av den gamla båten Anna Yaroslavna vid Brest under Maritime Festival 2012.
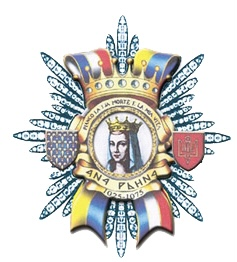
Den ukrainska Drottning Annas orden (här av 3:e klassen, diamantstjärna) är namngiven efter Anna. Tilldelas kvinnor för "enastående civilia insatser".